# Elliot Cowdin
Elliot Christopher Cowdin född 3 mars 1886 i Far Rockaway Long Island död 6 januari 1933 i Palm Beach Florida, var en amerikansk frivilligpilot i första världskriget.
Cowdin utexaminerades från St. Paul's School 1905 och från Harvard College år 1907. I november 1914 anslöt han sig till det amerikanska humanitära hjälparbetet i Paris, där han tjänstgjorde som ambulansförare åt den belgiska arméns 1:a kavalleriregemente. Han lämnade tjänsten med goda vitsord i februari 1915, för att söka sig till det franska flygvapnet och ta aktiv del i striderna. Under perioden i Paris träffade han Norman Prince som entusiastiskt beskrev sina försök att bilda en amerikansk flyggrupp för de piloter som tjänstgjorde i Frankrike. 9 mars for han till Pau för att genomgå grundläggande flygutbildning på ett Voisinflygplan. Han blev färdig med flygutbildningen 9 mars, men var kvar vid flygskolan för militär flygträning fram till 1 maj 1915. Två dagar senare kommenderas han till Escadrille V.B.108 i Nancy, där han ingick i bombgrupp 103.
Som bombflygare deltog han vid slaget om Artois. Vid förbandet tjänstgjorde även piloten Prince och bombfällaren Victor Chapman. 9 juli 1915 tilldelades han en Croix de Guerre med stjärna för sin strid mot två tyska flygplan den 26 juni. Vid den tiden räknades tyskarnas Taubeflygplan som mycket svåra motståndare. Enligt vittnen till striden landade Cowdins flygplan svårt skadat och hans flyghjälm bar spår efter kulor. Han lämnade V.B.108 den 15 augusti för att utbildas till jaktflygare vid flygskolan i Paris. Samma månad befordrades han till sergeant. Efter att han blivit färdigutbildad på Nieuportflygplan beordrades han 30 september till Escadrille N.38 där han deltog i slaget om Champagne. Tio dagar senare förflyttades han till Escadrille Nieuport 49.
I december 1915 beviljades han tillsammans med Norman Prince och William Thaw en månads permission för att resa till USA. De anlände till New York 23 december med båten SS Rotterdam. Resan var tänkt som ett kort avbrott från kriget, men deras besök väckte stor uppmärksamhet i media. När de franska myndigheterna såg intresset för de tre piloterna bland amerikanerna började motståndet till en grupp med amerikanska piloter att minska. När de tre återvände till Frankrike 1916 behövdes inte mycket övertalning innan den franska regeringen gav sitt samtycke till Escadrille américaine. Fransmännen insåg att bildandet kunde leda till ökad amerikansk sympati.
Några månader senare 15 april 1916 blev Escadrille américaine en realitet, tack vare det arbete Cowdin, Prince, Thaw tillsammans med andra anhängare lagt ner. Cowdin återvände till Escadrille Nieuport 49, där han var med om striderna vid Hartmannsweillerkopf. Han entledigades från förbandet 15 januari 1916. Efter en kort permission placerades han i februari vid Escadrille Nieuport 65, där han flög ihop med Thaw under slaget om Verdun.
18 april tilldelades han en Palm till sitt Croix de Guerre för ett anfall mot ett fiendeflygplan över de tyska linjerna. 20 april blev han den förste amerikan som tilldelades den franska medaljen Medaille Militaire. Sean han anfallit tolv tyska flygplan och lyckadts skjuta ner ett Fokkerflygplan tilldelades han en andra Palm till sitt Croix de Guerre.
Han förenades 28 april 1916 med Chapman, Bert Hall, James McConnell, Norman Prince, Kiffin Rockwell och Thaw i det nyuppsatta Escadrille Americaine i Luxeuil. Han tjänstgjorde vid förbandet i knappt två månader, innan han 25 juni 1916 tvingades bort på grund av hjärtfel.
Cowdin levde lite av ett playboyliv. Han brydde sig inte om sina segrar, han bjöd sina chefer på champagne, försvann på bonnpermission, och efter hans medverkan vid fem olika franska escadrilles ansågs det av vissa att han var en bråkmakare. Under en bondpermis från Escadrille Americaine fångades han in och fördes åter till Bar-le-Duc, där han anklagades för att vara desertör. Tack vare chefen Thenault tystades saken ner och anklagelsen togs bort för att Cowdin självmant skulle kunna begära avsked. Studerar man krigsdagboken omnämns hans frånvaro som sviktande hälsa.
Sedan han lämnat förbandet tillbringade han stora delar av augusti och september på sjukhus. I oktober 1917 ansluter han sig till Royal Flying Corps där han får leveransflyga och testflyga franska jaktflygplan åt brittiska armén. I januari 1917 bedöms han som psykiskt sjuk och han fick flygförbud. Han återvände till USA där han 18 juni 1918 utsågs till major i US Army Air Services avdelning Bureau of Aircraft Production.
Fyra dagar efter att han tillträtt posten vid US Air Service återvände han till Frankrike för en inspektionsresa bland de amerikanska förbanden vid de amerikanska, franska, engelska och italienska fronterna. Efter krigsslutet återvände han till USA 23 december och han lämnade sin tjänst vid US Air Service 28 december 1918.
Efter den avslutade militära karriären drog han sig bort från yrkeslivet och levde på en fonderad familjeförmögenhet. Han tillbringade sin tid på olika klubbar, där han var medlem. Han avled på grund av sjukdom i Palm Beach Florida 6 januari 1933 och gravsattes i Hewlett på Long Island New York.
Escadrille américaine tvingades efter protester till USA:s krigsdepartiment från den tyska regeringen byta namn till Escadrille Lafayette.